# 下宮里穂子
下宮 里穂子（しもみや りほこ、1989年10月5日 - ）は、兵庫県姫路市出身の女優である。

## 人物
- 幼少期よりピアノをたしなみ、中学校と高等学校で演劇部で活動した[1]。
- 2006年に、角川春樹事務所とエイベックスのコラボレーションオーディションへ応募して特技のピアノを披露し[1]、審査員賞を受賞する[2]。
- 2007年に映画『蒼き狼 〜地果て海尽きるまで〜』に出演して芸能活動を始める[1]。
- 千城恵に師事した[3]。
- エイベックス・エンタテインメントがマネジメントしていたが[1]、2013年1月に移籍して[4]芸能事務所のエイジアプロモーションに所属した[3]。
- 2013年時点で大学に在籍6年目で秋季に卒業予定であった[5]。

## 出演

### 映画
- 蒼き狼 〜地果て海尽きるまで〜（2007年）
- ホームレス中学生（2008年、監督：古厩智之）
- 光る -change the life-（2008年、監督：旭井寧） - ヒロイン
- スラッカーズ（2009年、監督：村松正浩）
- GIRLS LOVE（2009年、監督：川上春菜） - 主演
- ニュースターシネマvol.2「クロネズミ」（2010年、監督：深作健太）
- 阪急電車 片道15分の奇跡（2011年、監督：三宅喜重）
- 9 3/4（2012年、監督：MASATOMO）

### 舞台
- 阿佐ヶ谷スパイダース 少女とガソリン（2007年、作・演出：長塚圭史） - ヒロイン
- 劇団EXILE 太陽に灼かれて（2007年、脚本：和田憲明 / 演出：岡村俊一） - ヒロイン
- ドーナツ博士とGO!GO!ピクニック（2008年、脚本・演出：西野亮廣（キングコング）） - ヒロイン
- オアシスと砂漠〜Love on the planet〜（2009年1月21日 - 25日、脚本：飯塚健 / 演出：茅野イサム） - ヒロイン
- D.K Hollywood Zip-A-Dee-Doo-Dah（2010年、作・演出・振付：越川大介）
- PU-PU-JUICE 第9回公演 パニ☆ホス（2010年、脚本・演出：山本浩貴・久米伸明）
- 女子高（2011年、作・演出：山本浩貴）
- 遠ざかるネバーランド（2011年、脚本：ほさかよう / 演出：北澤秀人）
- PU-PU-JUICE 祝8周年夏の笑劇5部作第1弾 R18（2013年、作・演出：山本浩貴 / 作・久米伸明） - 堺恵美 役

### テレビ
- ROOM OF KING（2008年、フジテレビ系）
- なでしこ隊
- 君のせい（2009年5月4日・5月5日、TBS） - 倉本アキ 役
- 神児遊助のげんきのでる恋　第11話（2009年、BeeTV）
- サムライ・ハイスクール（2009年、日本テレビ系）
- パーフェクト・リポート　第10話（2010年、フジテレビ系）
- テンペスト　第7話（2011年、NHK-BS）
- 花ざかりの君たちへ〜イケメン☆パラダイス〜2011（2011年、フジテレビ系）
- BOSS 2ndシーズン 第7話（2011年、フジテレビ系）
- DOCTORS〜最強の名医〜（2011年10月 - 12月、テレビ朝日系） - 中村恵 役
- 孤独のグルメ（2012年1月19日、テレビ東京系）　- モデルルーム・佐藤 役
- 目を閉じてギラギラ 第4話・第8話（2011年、BeeTV）
- 湘南夏恋物語 第4話 - 第6話（2011年、BeeTV）
- いぬのメリー 幸せを運ぶ伝書犬（2011年、BeeTV）
- 平清盛（2012年NHK大河ドラマ） 第11回 - 源義朝の側室・波多野通子 役
- 山村美紗サスペンス4週連続スペシャル 第4弾 黒の滑走路2〜花婿がみた悪魔〜（2012年5月25日、フジテレビ系）　- 短大の友達・リサ 役
- リッチマン、プアウーマン in ニューヨーク（2013年4月、フジテレビ系）
- 激流〜私を憶えていますか?〜（2013年6月 - 8月、NHK総合） - 編集部員：大根占朱美 役
- ショムニ2013 第7話（2013年8月28日、フジテレビ系） - 本宮里琴 役

### 雑誌
- きものサロン

### CM
- 京都光華女子大学
- NTTドコモ 富士通らくらくホンV
- 任天堂 Wii Music
- パナソニック Webインフォコマーシャル
- 留学ジャーナル
- ウーケ「ふんわりごはん」
- 沢井製薬

### PV
- ポラリスの涙 / 音速ライン（2008年） YouTube
- 春 / カラーボトル（2010年） YouTube